# Pato Machete
Patricio Chapa Elizalde (Monterrey, 1975. október 6. –) művésznevén Pato Machete, Pato, mexikói rapper, és része volt a Control Machete csoportnak.

## Diszkográfia
Stúdióalbumok
- Contrabanda
- 33
- ¡Rifa!

A Control Machete tagjaként
- Mucho Barato
- Artillería Pesada presenta
- Solo Para Fanáticos
- Uno, Dos:Bandera